# Dana Drábová
Dana Drábová (* 3. června 1961 Praha) je česká jaderná inženýrka, lokální a regionální politička. Od roku 1999 je předsedkyní Státního úřadu pro jadernou bezpečnost. Od roku 2010 je také místostarostkou Pyšel a v letech 2016 až 2017 byla zastupitelkou Středočeského kraje.

## Životopis
Vystudovala gymnázium v Říčanech. V letech 1980–1985 studovala Fakultu jadernou a fyzikálně inženýrskou ČVUT, obor dozimetrie a aplikace ionizujícího záření. Ukončila diplomovou prací Měření neutronů a stanovení dávky od neutronů pomocí mikrodozimetrie a získala titul Ing., poté se v letech 1994–2000 věnovala doktorskému studiu v oboru jaderná fyzika a získala titul Ph.D. V letech 1985–1995 pracovala v Centru hygieny záření Institutu hygieny a epidemiologie (později Státního zdravotního ústavu), kde se zabývala ochranou před škodlivými účinky ionizujícího záření. Od roku 1992 byla zástupkyní vedoucího Ústředí radiační monitorovací sítě České republiky. Následně byla jeden rok ředitelkou odboru havarijní připravenosti Státního úřadu pro jadernou bezpečnost a pak v letech 1996–1999 ředitelkou Státního ústavu radiační ochrany. Od 1. listopadu 1999 je předsedkyní Státního úřadu pro jadernou bezpečnost, kde vystřídala Ing. Jána Štullera. Také od listopadu 2006 do listopadu 2009 předsedala asociaci západoevropských jaderných dozorů (WENRA).
V říjnu 2013 převzala na liberecké Technické univerzitě v Liberci čestný doktorát (doctor honoris causa) za propagaci vědy, 28. října 2014 jí český prezident Miloš Zeman udělil medaili Za zásluhy I. stupně a v dubnu 2016 převzala na Vysoké škole báňské v Ostravě další čestný doktorát. 3. listopadu 2022 ji ministryně obrany ocenila Záslužným křížem za mimořádné aktivity na podporu Ukrajiny v jejím boji proti ruské invazi.

## Politická angažovanost

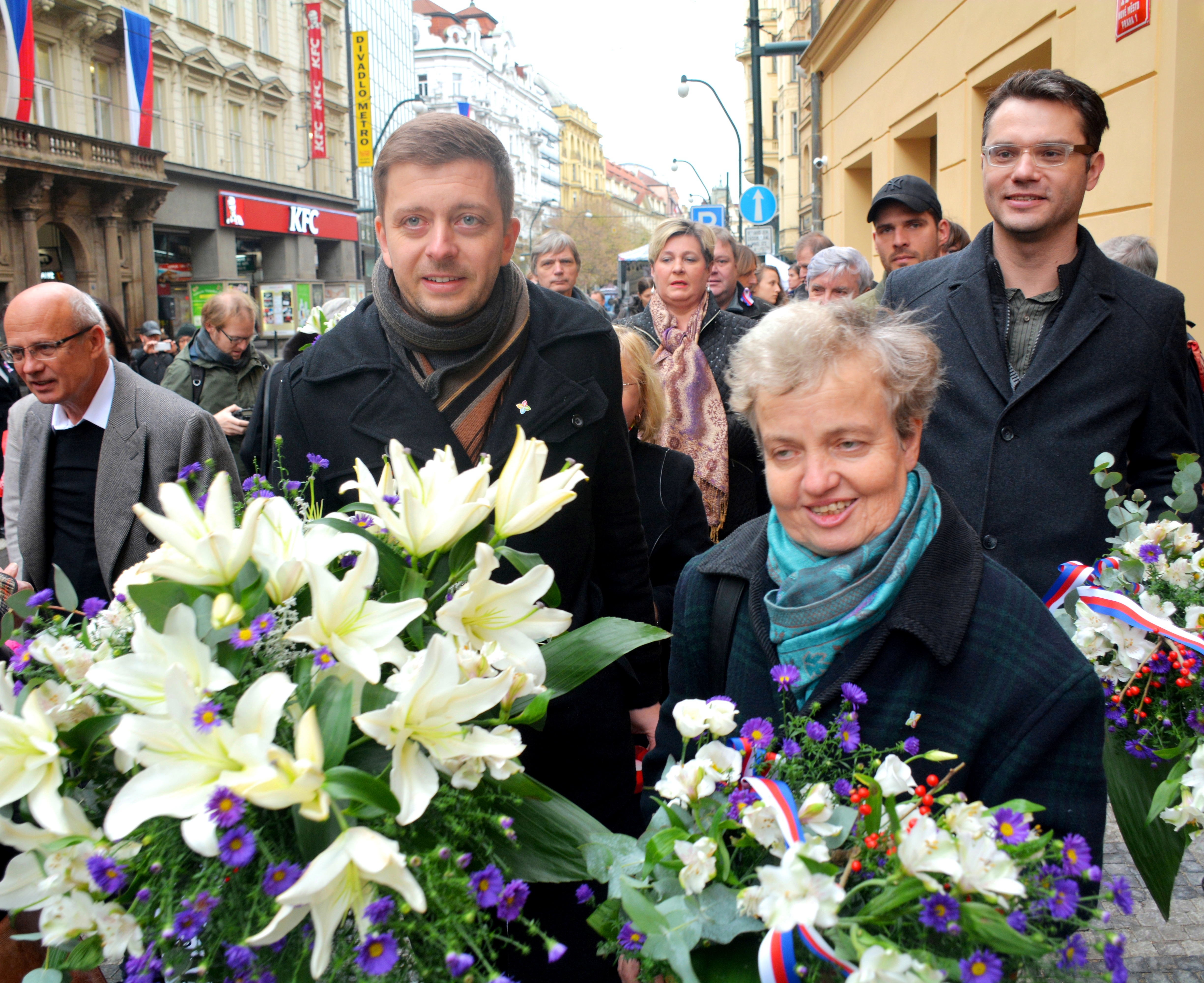
S Vítem Rakušanem při vzpomínkové akci 17. listopadu 2016 v Praze na Národní třídě. Vlevo je Michal Horáček.

V komunálních volbách v roce 1998 byla jako nezávislá zvolena do Zastupitelstva města Pyšely na Benešovsku. Mandát ve volbách v roce 2002 a 2006 obhájila jako nestraník za SNK-ED, ve volbách v roce 2010 a 2014 jako nestraník za STAN. Dne 8. listopadu 2010 byla zvolena neuvolněnou místostarostkou města, v listopadu 2014 tuto funkci obhájila.
V krajských volbách v roce 2016 kandidovala na 2. místě kandidátky STAN ve Středočeském kraji. Získala 11 592 preferenčních hlasů a byla zvolena krajskou zastupitelkou. To vedlo k tomu, že Ministerstvo vnitra ČR žádalo kvůli neslučitelnosti této zastupitelské funkce s funkcí předsedkyně Úřadu pro jadernou bezpečnost jakožto ústředního orgánu státní správy hlasování o zániku mandátu, krajští zastupitelé se však rozhodli nehlasovat. Sama Drábová se ale nakonec rozhodla na svůj mandát rezignovat k 31. květnu 2017. V zastupitelstvu ji nahradil kolega Petr Halada.
18. října 2016 se setkala s tibetským duchovním vůdcem dalajlámou, který přijel do Prahy v rámci konference Forum 2000.
Stěžejní otázkou dalšího rozvoje jaderné elektrárny Dukovany je výstavba nového bloku elektrárny. Výběr dodavatele nového bloku Dukovan doprovází silná kontroverze, protože pouze ruský Rosatom má zkušenosti s předchozí realizací stejně velkého reaktoru a jako jeden z mála zájemců by v současnosti splnil podmínku požadující výkon reaktoru do 1 200 MW. Podle Drábové se nejedná o zvýhodnění Rosatomu, ale o realitu Dukovan, ze které vyplývá, že „dukovanská lokalita i ze studie vlivu na životní prostředí je výkonově omezená, takže to znamená, ten výkon toho bloku musí být do 1200.” V listopadu 2020 uvedla, že by se tendru měly účastnit pouze státy, ve kterých je vymahatelné evropské právo a naznačila, že by to v konečném důsledku znamenalo vyřazení Ruska a Číny, v březnu 2021 otevřeně prohlásila, že by Rusko z tendru vyřadila. Podle Drábové, pokud se ve 30. letech 21. století nepostaví v Dukovanech nový blok jaderné elektrárny, by energii v Česku mohl zajišťovat zemní plyn.
Dne 1. listopadu 2023 se zúčastnila veřejného shromáždění na Staroměstském náměstí v Praze, aby podpořila Izrael po teroristickém útoku Hamásu na jih Izraele a během války Izraele s Hamásem v Pásmu Gazy.

## Kritika a kontroverze
V roce 2021 publikoval spoluzakladatel Hnutí DUHA, bývalý předseda Zelených a člen Greenpeace Jan Beránek, v Deníku Referendum sérii textů o Daně Drábové. V nich kritizuje délku funkčního období Drábové ve Státním úřadu pro jadernou bezpečnost či její neschopnost kriticky pohlížet na jadernou energetiku. Ukazuje, jak předsedkyně SÚJB záměrně zlikvidovala nezávislé měření radioaktivity v okolí elektrárny Dukovany v roce 2001 a mlžila v případu tajně přesvářeného sváru v primárním okruhu prvního reaktoru elektrárny Temelín.